# Kanton Doudeville
Kanton Doudeville (fr. Canton de Doudeville) je francouzský kanton v departementu Seine-Maritime v regionu Horní Normandie. Skládá se ze 17 obcí.

## Obce kantonu
- Amfreville-les-Champs
- Bénesville
- Berville
- Boudeville
- Bretteville-Saint-Laurent
- Canville-les-Deux-Églises
- Doudeville
- Étalleville
- Fultot
- Gonzeville
- Harcanville
- Hautot-Saint-Sulpice
- Prétot-Vicquemare
- Reuville
- Saint-Laurent-en-Caux
- Le Torp-Mesnil
- Yvecrique